# Pteroglossus mariae
Pteroglossus mariae és una espècie d'ocell de la família dels ramfàstids (Ramphastidae) que rep en diverses llengües el nom de "Araçarí de Maria" (Espanyol: Arasarí de María. Francès: Araçari de Maria). Habita la selva humida de l'est del Perú, nord de Bolívia i oest amazònic del Brasil.